# Lac de Saint-Fargeau
Le Lac de Saint-Fargeau est un parc de loisirs du 20e arrondissement de Paris aujourd'hui disparu.

## Localisation
Le Lac de Saint-Fargeau comprenait un bâtiment, restaurant, salon, salle de danse, qui s’étendait du 298 au 320  rue de Belleville, devant un petit parc autour d’un lac artificiel. Il était situé à une altitude de 115 mètres, un des points les plus élevés de la capitale.

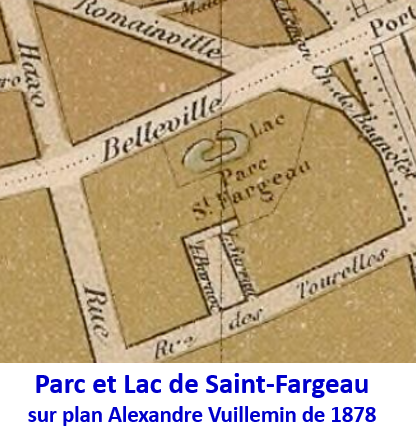
Lac de Saint-Fargeau sur plan de 1878.
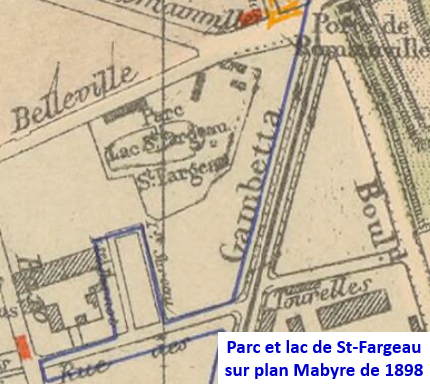
Lac de Saint-Fargeau sur plan de 1898 après percement de l'avenue Gambetta.

## Histoire

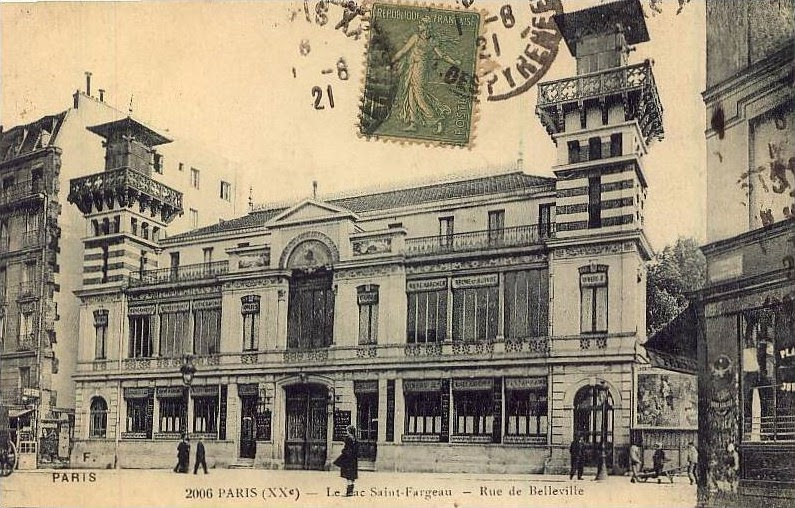
Le Lac Saint-Fargeau, rue de Belleville.

L’acquéreur d’un terrain situé au nord-est de l’ancien parc Saint-Fargeau, dans la commune de Belleville, crée un plan d’eau entourant une île artificielle dans une ancienne carrière de sable et ouvre en 1859 un restaurant, guinguette, peu avant l'annexion de Belleville à Paris en 1860. 
Le propriétaire obtient de la Compagnie générale des omnibus que le terminus de la ligne M au départ des Arts-et-Métiers soit le lac de Saint-Fargeau. 
Cet établissement très fréquenté comptait parmi ses habitués des écrivains et des hommes politiques tels que George Sand, Alexandre Dumas, Pierre-Joseph Proudhon, Louis Blanc et Léon Gambetta.
La guinguette  ferme en 1914 mais le Lac figure encore sur un plan de Paris de 1926.
Un ensemble d'immeubles HBM est construit sur ce terrain vers 1930 ainsi qu’une sous-station d’alimentation électrique de la ligne 11 du métro.